# Diga del Salto Grande
La diga del Salto Grande (in spagnolo Represa de Salto Grande) è una centrale idroelettrica sul fiume Uruguay, a 15 km a nord delle città Concordia, in Argentina, e Salto, in Uruguay.
La costruzione della diga è iniziata nell'aprile 1974 ed è stata completata nel 1979. La potenza è generata da quattordici turbine Kaplan, per un totale di 1.890 MW di potenza installata. La diga fa passare circa 64.000 m³ di acqua al secondo, rispetto all'attuale flusso medio del fiume Uruguay a 4.622 m³. Il serbatoio ha un'area totale di 783 km², mentre le sue dimensioni massime sono 140 per 9 chilometri.